# Opopaea cornuta
Opopaea cornuta är en spindelart som beskrevs av Yin och Wang 1984. Opopaea cornuta ingår i släktet Opopaea och familjen dansspindlar. Inga underarter finns listade i Catalogue of Life.